# Fredrik Langenberg
Fredrik Langenberg, född 19 juni 1776 i Västerås församling, Västmanlands län, död 24 februari 1860 i Västerås församling, Västmanlands län, var en svensk brukspatron, handlande, riksdagsledamot och politiker.

## Biografi
Fredrik Langenberg föddes 1776 och var son till målarmästaren Fredrik Langberg (1740–1811) och Beata Maria Wessing i Västerås. Han arbetade handlande och brukspatron. Langenberg avled 1860.
Langenberg var riksdagsledamot för borgarståndet i Västerås vid riksdagen 1823, riksdagen 1828–1830 och riksdagen 1834–1835. Han var även riksdagsledamot för borgarståndets i Bergsbrukens femte valdistrikt vid riksdagen 1840–1841 och riksdagen 1844–1845.
Langenberg gifte sig 1802 med Katarina Lovisa Schåltz.